# Тенорио (река)
Вижте пояснителната страница за други значения на Тенорио.
Тенорио е река в Коста Рика, сливаща се с река Коробичи преди да се влее в река Темписке.
Извира близо до вулкана Тенорио, откъдето идва името ѝ. В горното си течение реката е много буйна и е любимо място за почитателите на екстремните спортове.